# Маска Скорби
«Ма́ска Ско́рби» — мемориал в Магадане, посвящённый памяти жертв политических репрессий. Центральный монумент высотой 15 метров. Авторы: скульптор — Эрнст Неизвестный, архитектор — Камиль Козаев. Один из трёх запланированных монументов «Треугольника скорби». 20 ноября 2017 года был открыт второй монумент «Треугольника скорби» — под Екатеринбургом («Маски Скорби: Европа — Азия»). Третий монумент (в Воркуте) не создан.

## История памятника
Летом 1990 года в Магадане побывал скульптор Эрнст Неизвестный, к тому времени уже более 20 лет живший в США. Он привез и продемонстрировал слайды с эскизом монумента жертвам сталинских репрессий 30-50-х годов. Предполагалось, что монумент, установленный в Магадане, станет первым памятником из задуманного скульптором «Треугольника страданий» (Магадан, Воркута, Екатеринбург). 23 июля 1990 года Магаданский горисполком принял решение о сооружении в Магадане Мемориала жертвам сталинских репрессий.
Центральная скульптура мемориала представляет собой стилизованное лицо человека, из левого глаза которого текут слёзы в виде маленьких масок. Правый глаз изображён в форме окна с решёткой. На обратной стороне бронзовая скульптура плачущей женщины под неканоническим распятием. Внутри монумента находится копия типичной тюремной камеры, показывающее содержание заключенных подвергшимся репрессиям.
Мемориал расположен на сопке Крутой в Магадане и открыт 12 июня 1996 года. На этой сопке в сталинские времена находилась «Транзитка» — перевалочный пункт, с которого этапы заключённых отправляли по разным колымским лагерям.
24 сентября 2008 в ходе поездки в Магаданскую область президент России Дмитрий Медведев посетил монумент и возложил к его подножию цветы. В 2016 году памятник осквернили вандалы, красной краской написав на нём «Сталин жив».
Маска была восстановлена и открыта вновь, 30 октября 2022 года. 
Ма́ска Ско́рби была закрыта на масштабную реконструкцию, 19 августа 2021 года. Открытие произошло после реставрации, 15 августа 2023 года. 

## Критика

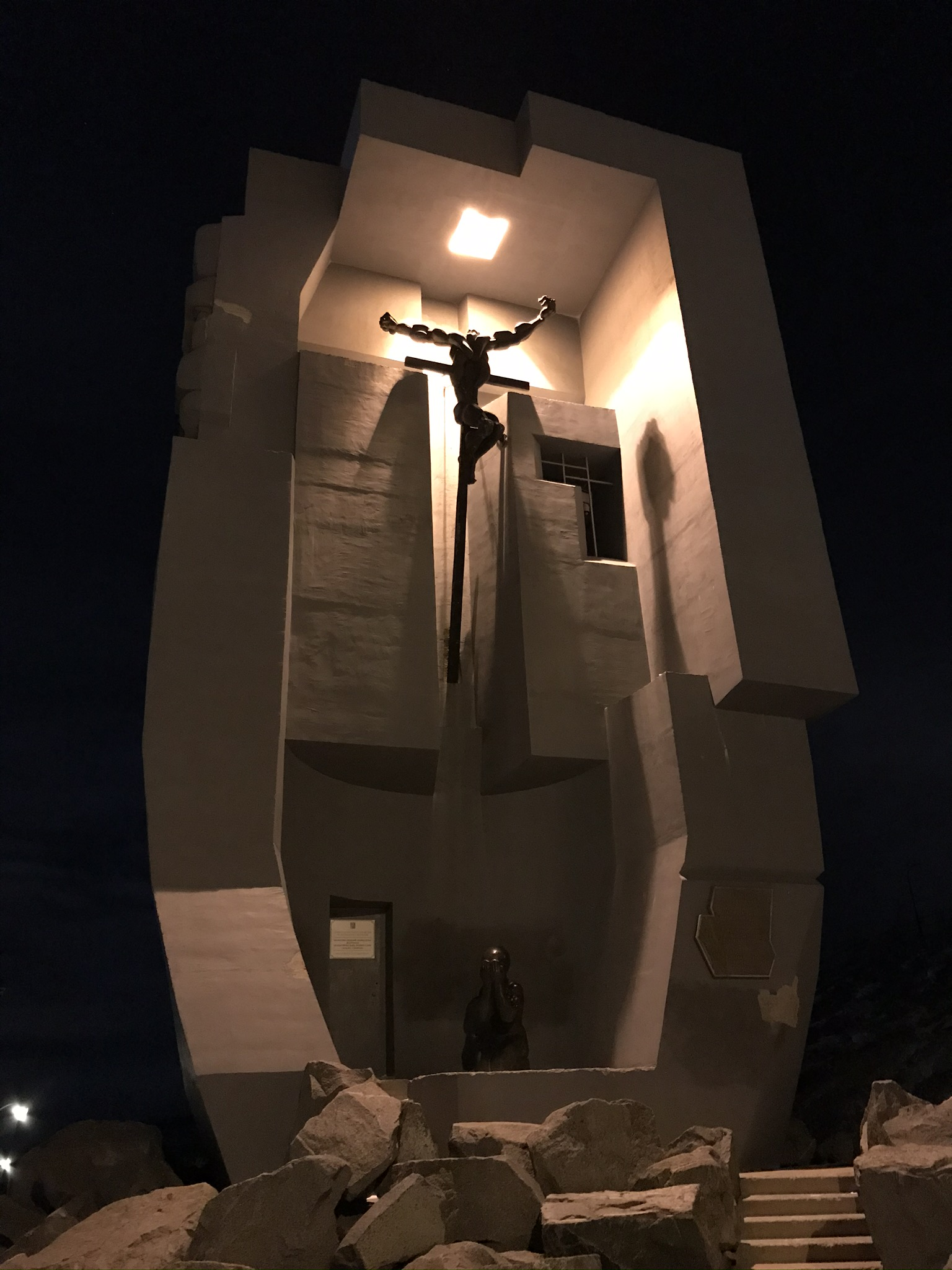
Памятник ночью

Доктор исторических наук Анатолий Хазанов назвал это «чудовищное, в стиле скульптур острова Пасхи, сооружение» «явным провалом скульптора Эрнста Неизвестного». По мнению Хазанова, «Маска Скорби» показывает, каким может быть национальный памятник (такой монумент предлагали поставить Никита Хрущёв, Михаил Горбачёв и Борис Ельцин, но это предложение не было осуществлено) жертвам репрессий, если он всё-таки будет построен в настоящее время.